# Theodor Scherer
Theodor Scherer (17 de septiembre de 1889 - 17 de mayo de 1951) fue un general alemán y comandante divisional en la Wehrmacht durante la II Guerra Mundial. 
En octubre de 1941, Scherer tomó el mando de la 281ª División de Seguridad, estacionada en Jolm, en la Unión Soviética ocupada. (Las divisiones de seguridad no eran formaciones de combate en la línea de frente, sino que eran situadas en la retaguardia con el cometido de eliminar cualquier forma de resistencia, real o imaginaria, incluyendo partisanos, comunistas, rezagados del Ejército Rojo, judíos y gitanos.) En enero de 1942, la división, junto con otras unidades de la Wehrmacht y de la policía, fue rodeada en Jolm, y no fueron liberados hasta el 5 de mayo de 1942. Por su defensa en la bolsa de Jolm, Scherer fue condecorado con la Cruz de Caballero de la Cruz de Hierro el 20 de febrero de 1942.
Scherer fue subsiguientemente elegido comandante de la 34.ª y después la 83.ª División de Infantería. La división estaba desplegada en Velikije Luki en el flanco izquierdo del Grupo de Ejércitos Centro, cuando fue rodeada por el 3º Ejército de Choque soviético en noviembre de 1942 y subsiguientemente destruida a mediados de enero de 1943. Scherer después sirvió en un papel en estado mayor del 4º Ejército Panzer y al final de la guerra estaba al cargo de la defensa del río Schwarzen Elster, cerca del Elba. Murió en un accidente de coche en Ludwigsburg en mayo de 1951.

## Condecoraciones
- Cruz de Hierro (1914) 2ª Clase (26 de agosto de 1914) & 1ª Clase (17 de enero de 1920)[2]
- Broche de la Cruz de Hierro (1939) 2ª Clase & 1ª Clase (20 de junio de 1940)[2]
- Cruz de Caballero de la Cruz de Hierro con Hojas de Roble
  - Cruz de Caballero el 20 de febrero de 1942 como Generalmajor y comandante de la 281. Sicherungs-Division[3]
  - Hojas de Roble el 5 de mayo de 1942 como Generalmajor y comandante de la 281. Sicherungs-Division[4]
- Insignia de Jolm el 31 de octubre de 1942[5]